# SMAP
SMAP是日本活跃于1988年至2016年期间的偶像男子组合，隶属于杰尼斯事务所，由JVC建伍胜利娱乐株式会社发行其唱片。在组合活动的28年期间内，得到了日本国民的喜爱，并获得了“国民团体”的美誉。2016年12月31日，组合正式解散。

## 组合成员
根据成员出生年月排序，具体资料来自其经纪公司杰尼斯事务所官网所刊载。

### 1988年至2016年
| 姓名     | 生年月日       | 籍贯         | 血型 |
| -------- | -------------- | ------------ | ---- |
| 中居正广 | 1972年8月18日  | 日本神奈川县 | A型  |
| 木村拓哉 | 1972年11月13日 | 日本东京都   | O型  |
| 稲垣吾郎 | 1973年12月8日  | 日本东京都   | O型  |
| 草彅刚   | 1974年7月9日   | 日本埼玉县   | A型  |
| 香取慎吾 | 1977年1月31日  | 日本神奈川县 | A型  |

### 1988年至1996年
| 姓名   | 生年月日      | 籍贯       | 血型 |
| ------ | ------------- | ---------- | ---- |
| 森且行 | 1974年2月19日 | 日本东京都 | B型  |

## 组合简历

### 出道
1988年4月，SMAP中的成员便已和其他小杰尼斯结成了限定组合“滑板男孩”。
结成限定组合时，中居正广15岁、木村拓哉15岁、稲垣吾郎14岁、森且行14岁、草彅刚13岁、香取慎吾11岁，成员平均年龄14岁。从团队组成到最终CD出道，间隔了三年的时间。在此期间，他们出演了偶像节目、电视剧和舞台剧，以积累人气。
组合名是由事务所总裁喜多川擴所起，取自的首字母。
1991年1月1日，SMAP在日本武道馆举办了组合成立之后的首场演唱会。在CD出道前便已达到3万人的上座率。同年9月9日，SMAP的出道单曲《Can't Stop!! -LOVING-》发行。SMAP出道之时，作为偶像主要活动范围的音乐节目开始接连关闭，进入了所谓的“偶像冰河期”，因而SMAP开始转战综艺节目和电视剧。 年底NHK红白歌合战上，SMAP以出道单曲登上舞台。自此直至解散，SMAP共计出战23次。

### 1990年代
1992年4月（出道半年后），SMAP获得了在综艺节目中表演的机会。在节目中，SMAP表演了许多与正规偶像不一样的节目内容，并因此走红而收获人气。
1994年，SMAP凭借其单曲《Hey Hey 謝謝光臨》获得了自己第一个Oricon周单曲榜冠军。1995年，担任日本电视网台庆节目《24小時電視 「愛心救地球」》主持人。
1996年，SMAP主持富士电视网冠名节目《SMAPXSMAP》开始播出，并逐步活跃于影视剧、综艺节目和演唱会等诸多领域。同年5月，成员森且行为实现儿时赛车手的梦想，退出SMAP。同时森且行也退出了杰尼斯事务所和娱乐圈。此后，SMAP以五人形态活跃了二十余年。
1998年，由菅止戈男填词的《夜空的彼岸》成为SMAP首支百万销量认证的单曲，同时该单曲也入选中学生音乐教科书。

### 2000年代
2000年，《Lion Heart》成为SMAP的第二支“百万单曲”。
2002年，整体观众出席次数达到115万人次，成为日本歌手巡回演唱会出席人数的最高记录。
2003年，《世界上唯一的花》达到“双百万”销量。它起初是作为由草彅刚主演的电视剧《我的生存之道》的主题曲，随着电视剧的播出而得到了极大关注，后制作成单曲发行而突破258万张销量。在第54届《NHK红白歌合战》中，SMAP因为演唱这首歌而成为该节目25年来第一次由流行歌手唱大轴。
2005年，时隔两年之后，SMAP再度举办巡回演唱会。本次巡回演唱会于当年7月30日在札幌巨蛋开始，并首次在国立霞丘陆上竞技场举办演唱会。巡回演唱会开始之后，SMAP在同一时间发布了单曲《BANG! BANG! VACANCE!》和专辑《SAMPLE BANG!》，这两张唱片在发售当周就空降单曲榜和专辑榜首位。在三人以上组合里，同时拿下单曲榜和专辑榜首位的上一个记录还是12年前的WANDS在1993年所创造。12月19日，SMAP达成Oricon史上第四组唱片总销量破2000万的艺人。在2002年1月11日的《SMAPXSMAP》环节里，日本宇航员毛利卫和野口聪一作为嘉宾参加。作为当日获胜者稲垣吾郎和香取慎吾所做的饭菜以及野口聪一所喜欢的草彅刚制作的咖喱被野口聪一在2005年7月26日随着美国航天飞机发现号一统进入太空，同时《世界上唯一的花》还作为清晨唤醒曲在太空中奏响。在第56届《NHK红白歌合战》中，《世界上唯一的花》第二次作为大轴曲登场。
2006年，“Pop Up! SMAP LIVE! 比思想飞得更远！演唱会”举行。
2007年1月18日，由日本文化厅和日本家长教师协会全国委员会主办的“亲子合唱日语歌曲100首（親子で歌いつごう 日本の歌百選）”活动中，《世界上唯一的花》入选。
2008年，SMAP于2005年发行的单曲《Triangle》入选日本高中音乐教材。同年，SMAP连续六天在东京巨蛋举办演唱会，创下当时记录。

### 2010年代
2010年9月，达成日本人演出上座率千万人次突破。同年，四度作为《NHK红白歌合战》大轴演出嘉宾出战。
2011年5月21日，获得时任中华人民共和国国务院总理温家宝的接见，成为中国领导人多年来首次单独会晤的日本艺人。
2011年9月，两度延后的SMAP海外演唱会在北京上演。
2013年3月15日，与日本环球影城达成限时合作项目启动，影城娱乐设施背景音乐单曲《Mistake!/Battery》的原始版本和混音版本在2月27日发售。2014年4月18日，被日本环球影城任命为首任形象大使。
2014年，SMAP出任富士电视网台庆特别节目《FNS 27小时电视》主持。
2016年9月9日，SMAP单曲《世界上唯一的花》累积发行量300万。成为日本唱片协会认定的“三百万单曲”。

### 解散
2016年1月13日，有报道称，从一直支持并担任SMAP首席经纪人的饭岛三智从杰尼斯事务所辞职后，除木村拓哉之外的中居正广、稲垣吾郎、草彅刚和香取慎吾也有跟随饭岛一同离开的意图。因此有关SMAP即将解散的消息被《體育日本》、《日刊體育》等娱乐媒体广泛报道。随后，周刊、电视娱乐节目也纷纷加入到这场解散风波的连日报道中。在传闻出来后的第五天，也就是1月18日，在五人共同主持的综艺节目《SMAPXSMAP》的直播中，五人就解散风波向粉丝及大众谢罪，并表示解散一事是可以避免的。解散风波后，杰尼斯事务所工作人员与业务相关机构就SMAP存续问题进行了深切讨论。同年8月14日凌晨，SMAP所属经纪公司杰尼斯事务所以传真形式通知各大媒体，宣布SMAP将于2016年12月31日正式解散。同时事务所还宣布，解散后的五名成员将以个体艺人的身份展开活动。
2016年12月23日，杰尼斯事务所再度发布声明，表明SMAP不会出演今年的《NHK红白歌合战》。同年12月26日，在SMAP冠名节目《SMAPXSMAP》的“最终回SP”上，SMAP在最后阶段演唱了《世界上唯一的花》。

## 花边新闻
- 2016年，SMAP组合的歌曲《Original Smile》、《夜空的彼岸》、《Triangle》和《世界上唯一的花》被日本初中和高中的音乐教科书所采用。[16]《世界上唯一的花》歌词不仅音乐教科书采用，还被英语教科书所采用。[16]
- 自出道以来，SMAP仅缺席了第52届（2001年）、第55届（2004年）和第67届（2016年）的《NHK红白歌合战》。历代演出嘉宾中唯一拥有“开唱嘉宾（トップバッター）”和“大轴嘉宾（大トリ）”经历的歌手。其在节目中的收视率在2003年、2005至2007年、2010年至2012年间稳居同台嘉宾第一。[16]
- 通常情况下，由杰尼斯事务所旗下艺人担纲主演的电视剧主题曲往往也由杰尼斯旗下艺人所负责。但是SMAP所出演的戏剧却没有，这是比较罕见的，特别是在木村拓哉主演的戏剧里。[30]不过由木村出演却非主演的电视剧《人生至上（日语：人生は上々だ）》却使用了SMAP所演唱的歌曲《我们还有明天（日语：俺たちに明日はある）》作为主题曲。

## 组合记录

### 公信榜
- 单曲《世界上唯一的花》、《夜空的彼岸》、《Lion Heart》和《SHAKE》，以及精选专辑《Smap Vest（日语：Smap Vest）》销量均已突破100万。
- 《世界上唯一的花（单曲版本）》于2016年获得300万销量认证。[21][22]
  - 21世纪，单曲CD销量第一名；[16]
  - Oricon公信榜历代单曲总销量榜第三名；[31]
  - 1980年代以来，日本流行音乐类单曲CD销量第一名。[31]
  - Oricon公信榜排名200名以内保持周数最长（100名以内以保持146周位居第四）。[32]
- TOP10作品拥有数：55首（史上第二名，男子组史上第一名；总第一名为早安少女组）。
  - 连续拥有TOP10作品数第一名。[33]
- 单曲TOP10部门达成四冠。[34]
- 史上第四组达成单曲销量突破2000万张的歌手。
- 专辑总销量突破1000万张。
- 连续三个“十年”专辑销量冠军。
- 《SMAP的高潮！SMAP SAMPLE TOUR 2005（日语：SMAPとイッちゃった! SMAP SAMPLE TOUR 2005）》史上音乐类DVD初动销量第三位。

### 销售排名
| 单曲 1. 世界上唯一的花（单曲版本） 2. 夜空的彼岸 3. Lion Heart 4. SHAKE 5. 蓝色闪电 6. 我们还有明天 7. 芹菜 8. Dynamite 9. 加油吧 10. 应该没问题 | 专辑 1. Smap Vest 2. Cool 3. SMAP 25 YEARS 4. WOOL 5. SMAP 015/Drink! Smap! 6. SMAP 008 TACOMAX 7. SMAP 007〜Gold Singer〜 8. SMAP 011 ス 9. SMAP 016/MIJ 10. Pop Up! SMAP | DVD 1. Live MIJ 2. Pop Up! SMAP LIVE! 比想象飞得更远！巡回演唱会 3. SMAP的高潮！SMAP SAMPLE TOUR 2005 4. SMAP 2008 super.modern.artistic.performance tour 5. We are SMAP! 2010 CONCERT DVD 6. Smap! Tour! 2002! 7. GIFT of SMAP CONCERT'2012 8. Mr.S "saikou de saikou no CONCERT TOUR" 9. THANKS FOR BEIJING!! 10. SMAP我会努力的！2010年10小时超完全版 |

### 日本金唱片大奖
| 届     | 奖项                 | 作品                                             |
| ------ | -------------------- | ------------------------------------------------ |
| 第9届  | 日本金唱片大奖       | Cool                                             |
| 第9届  | 音乐录影带奖         | SEXY SIX SHOW                                    |
| 第10届 | 男偶像流行歌曲专辑奖 | SMAP 007〜Gold Singer〜                          |
| 第11届 | 男偶像流行歌曲专辑奖 | SMAP 008 TACOMAX                                 |
| 第13届 | 年度最佳单曲奖       | 夜空的彼岸                                       |
| 第15届 | 年度最佳单曲奖       | Lion Heart                                       |
| 第16届 | 年度最佳流行专辑     | Smap Vest                                        |
| 第16届 | 年度最佳流行专辑     | Smap! Tour! 2002!                                |
| 第16届 | 年度最佳流行专辑     | Live MIJ                                         |
| 第18届 | 年度最佳单曲奖       | 世界上唯一的花                                   |
| 第20届 | 年度最佳音乐录影带   | SMAP的高潮！SMAP SAMPLE TOUR 2005                |
| 第21届 | 年度最佳音乐录像带   | Pop Up! SMAP LIVE! 比想象飞得更远！巡回演唱会    |
| 第23届 | 年度最佳音乐录像带   | SMAP 2008 super.modern.artistic.performance tour |

### 其他
- 1991年11月“第22届日本歌谣大奖”优秀放送音乐新人奖：Can't Stop!! -LOVING-
- 1991年“第29届金箭奖”最佳新人奖：Can't Stop!! -LOVING-[35]
- 冠名节目《SMAPXSMAP》2002年1月14日收视率34.2%，位居关东地区娱乐综艺节目类总收视排行第八名。
- NHK红白歌合战中：
  - 历代出演嘉宾中，唯一既担任“开场嘉宾”又担任“大轴嘉宾”的歌手；
  - 表演时段在2000年、2003年、2005年至2007年、2010年至2012年间八次位居节目第一。
- 2002年演唱会达到115万人上座，位居国内艺人巡回演唱会上座率冠军。
- 2010年9月15日东京巨蛋演唱会达成首次日本艺人演唱会上座人次破1000万记录。[17]

## 音乐作品

### 概要
在SMAP的单曲作品中，1999年的《Fly》为其最后的8厘米CD载体单曲，从2000年的《Let It Be》其采用12厘米CD为载体。

### 单曲
|    | 发售日         | 单曲名                             | 周最高排名 | 售卖版本 | 规格编号                                            |
| -- | -------------- | ---------------------------------- | ---------- | --- | --------------------------------------------------- |
| 1  | 1991年9月9日   | Can't Stop!! -LOVING-              | 2位        | CD | VIDL-10159                                          |
| 2  | 1991年12月6日  | 正义使者是靠不住                   | 10位       | CD | VIDL-10199                                          |
| 3  | 1992年3月18日  | 心之鏡                             | 3位        | CD | VIDL-10220                                          |
| 4  | 1992年7月8日   | 不要放棄Baby!～Never give up       | 5位        | CD | VIDL-10253                                          |
| 5  | 1992年11月11日 | 歡笑的活力                         | 8位        | CD | VIDL-10287                                          |
| 6  | 1992年12月12日 | 下雪了                             | 7位        | CD | VIDL-10288                                          |
| 7  | 1993年3月3日   | 永不忘記                           | 7位        | CD | VIDL-10321                                          |
| 8  | 1993年6月6日   | 第一次夏天                         | 7位        | CD | VIDL-10351                                          |
| 9  | 1993年9月9日   | 妳是妳                             | 7位        | CD | VIDL-10380                                          |
| 10 | 1993年11月11日 | $10                                | 5位        | CD | VIDL-10464                                          |
| 11 | 1994年1月1日   | 思念妳的一切                       | 5位        | CD | VIDL-10474                                          |
| 12 | 1994年3月12日  | Hey Hey 謝謝光臨                   | 1位        | CD | VIDL-10503                                          |
| 13 | 1994年6月6日   | Original Smile                     | 2位        | CD | VIDL-10513                                          |
| 14 | 1994年9月9日   | 加油吧                             | 1位        | CD | VIDL-10548                                          |
| 15 | 1994年12月21日 | 應該沒問題                         | 1位        | CD | VIDL-10576                                          |
| 16 | 1995年3月3日   | 感谢                               | 1位        | CD | VIDL-10612                                          |
| 17 | 1995年6月6日   | 试试吧                             | 1位        | CD | VIDL-10656                                          |
| 18 | 1995年9月9日   | 什么事情                           | 1位        | CD | VIDL-10692                                          |
| 19 | 1995年11月11日 | 我们还有明天                       | 1位        | CD | VIDL-10720                                          |
| 20 | 1996年2月2日   | 依附你的胸前                       | 2位        | CD | VIDL-10742                                          |
| 21 | 1996年5月5日   | 裸体的国王～顽固又坚强～           | 2位        | CD | VIDL-10770                                          |
| 22 | 1996年7月15日  | 蓝色闪电                           | 1位        | CD | VIDL-10800                                          |
| 23 | 1996年11月18日 | SHAKE                              | 1位        | CD | VIDL-10820                                          |
| 24 | 1997年2月26日  | Dynamite                           | 3位        | CD | VIDL-10851                                          |
| 25 | 1997年5月14日  | 芹菜                               | 2位        | CD | VIDL-30020                                          |
| 26 | 1997年9月26日  | Peace!                             | 2位        | CD | VIDL-30066                                          |
| 27 | 1998年1月14日  | 夜空的彼岸                         | 1位        | CD | VIDL-30188                                          |
| 28 | 1998年5月8日   | 珍贵                               | 4位        | CD | VIDL-30223                                          |
| 29 | 1999年1月27日  | 一起去看朝阳                       | 3位        | CD | VIDL-30388                                          |
| 30 | 1999年6月23日  | Fly                                | 2位        | CD | VIDL-30445                                          |
| 31 | 2000年2月9日   | Let It Be                          | 4位        | CD | VICL-35072                                          |
| 32 | 2000年8月30日  | Lion Heart                         | 1位        | CD | VICL-35185                                          |
| 33 | 2001年7月28日  | Smac                               | 3位        | CD | VICL-35320                                          |
| 34 | 2002年5月15日  | freebird                           | 1位        | CD | VICL-35397                                          |
| 35 | 2003年3月5日   | 世界上唯一的花（单曲版本）         | 1位        | CD | VICL-35477                                          |
| 36 | 2005年1月19日  | 獻給朋友～Say What You Will～      | 1位        | CD | VICL-35787                                          |
| 37 | 2005年7月27日  | BANG! BANG! VACANCE!               | 1位        | CD | VICL-35888                                          |
| 38 | 2005年11月23日 | Triangle                           | 1位        | CD | VICL-36333                                          |
| 39 | 2006年4月19日  | Dear WOMAN                         | 1位        | CD | VICL-36555                                          |
| 40 | 2006年10月11日 | 谢谢                               | 1位        | CD | VICL-36666                                          |
| 41 | 2007年12月19日 | 子弹FIGHTER                        | 1位        | CD | VICL-36777                                          |
| 42 | 2008年3月5日   | 就是那样吧/White Message           | 1位        | CD | VICL-36888                                          |
| 43 | 2008年8月13日  | 那一瞬间，一定不是梦               | 1位        | CD | VICL-37111                                          |
| 44 | 2009年8月26日  | 悄悄地 紧紧的/Super Star★          | 1位        | CD | VICL-37333                                          |
| 45 | 2010年8月4日   | This is love                       | 1位        | CD（通常盘） CD+DVD（SB Version） CD+DVD（SS Version）                                                          | VICL-37555 VIZL-555 VIZL-666                        |
| 46 | 2011年12月21日 | 我的一半                           | 1位        | CD（通常盘） CD+DVD（初回限定盘）                                                                               | VICL-37666 VIZL-888                                 |
| 47 | 2012年4月25日  | 顛倒的天空                         | 1位        | CD（通常盘） CD+DVD（初回限定盘） CD+DVD（7-Eleven网店限定盘）                                                  | VICL-37777 VIZL-999 SSS-001                         |
| 48 | 2012年8月1日   | Moment                             | 1位        | CD（通常盘） CD+DVD（初回限定盘） CD（7-Eleven网店限定盘）                                                      | VICL-37888 VIZL-1001 SSS-002                        |
| 49 | 2013年2月27日  | Mistake!/Battery                   | 1位        | CD（通常盘） CD+DVD（初回盘A） CD+DVD（初回盘B） CD（初回盘C） CD+DVD（日本环球影城限定盘）                     | VICL-38011 VIZL-1066 VIZL-1077 VICL-38000 SUS-1     |
| 50 | 2013年6月5日   | Joy!!                              | 1位        | CD（柠檬黄） CD+DVD（亮橙色） CD+DVD（石灰绿） CD+DVD（天蓝色） CD（惊讶粉）                                    | VICL-38033 VIZL-1088 VIZL-1099 VIZL-1100 VICL-38022 |
| 51 | 2013年12月18日 | 时尚贵族/Hello                     | 1位        | CD（通常盘） CD+写真集（通常盘・首次发行版） CD+DVD（初回限定盘A） CD+DVD（初回限定盘B） CD+DVD（三丽鸥限定盘） | VICL-38055 VIZL-1133 VIZL-1111 VIZL-1122 SRS-1      |
| 52 | 2014年4月9日   | Yes we are/从此开始                | 1位        | CD（通常盘） CD+DVD（初回限定盘A） CD+DVD（初回限定盘B） CD+DVD（COREDO室町限定盘）                             | VICL-38066 VIZL-1155 VIZL-1166 NZS-558              |
| 53 | 2014年7月16日  | Top Of The World/Amazing Discovery | 1位        | CD（通常盘） CD+DVD（初回盘A） CD+DVD（初回盘B） CD+DVD（日本环球影城限定盘）                                   | VICL-38077 VIZL-1177 VIZL-1188 SUS-2                |
| 54 | 2015年2月18日  | 华丽的逆袭/来点幽默吧              | 1位        | CD（通常盘） CD+DVD（初回盘A） CD+DVD（初回盘B） CD+DVD（SHIDAX限定盘）                                         | VICL-38088 VIZL-1211 VIZL-1222 NZS-559              |
| 55 | 2015年9月9日   | Otherside/在爱停止前               | 1位        | CD（通常盘） CD+DVD（初回盘A） CD+DVD（初回盘B）                                                                | VICL-38099 VIZL-1233 VIZL-1255                      |

#### 配信限定
|   | 音源下载期间                   | 歌曲名                  |
| - | ------------------------------ | ----------------------- |
| 1 | 2004年12月24日 - 12月26日      | Song of X'smap          |
| 2 | 2007年3月1日 - 4月30日         | 启程的日子              |
| 3 | 2007年12月19日 - 2008年1月18日 | Mermaid                 |
| 4 | 2011年5月4日 -                 | not alone～我也很快乐～ |

#### 限时销售
|    | 销售日期                       | 标题                                            |
| -- | ------------------------------ | ----------------------------------------------- |
| 1  | 2002年7月28日 - 2002年11月3日  | Smap Single Series                              |
| 2  | 2007年12月2日 - 2008年1月7日   | HAPPY HAPPY SMAP                                |
| 3  | 2008年12月16日 - 2009年1月12日 | MERRY HAPPY SMAP                                |
| 4  | 2009年12月18日 - 2010年1月11日 | CHAN TO SHI NAI TO NE!                          |
| 5  | 2009年12月18日 - 2010年1月11日 | SEKAI NI HITOTSU DAKE NO HANA（S.O.N. version） |
| 6  | 2010年12月8日 - 2011年1月10日  | Are You Smap?                                   |
| 7  | 2011年12月8日 - 2012年1月9日   | RUNNING SMAP!                                   |
| 8  | 2012年12月5日 - 2013年1月6日   | GIFT from SMAP                                  |
| 9  | 2013年12月5日 - 2014年1月5日   | 50 GO SMAP                                      |
| 10 | 2013年12月5日 - 2014年1月5日   | 50 GO SMAP -50 SINGLES-                         |

#### 其他单曲
- 以“音松君”的名义发表
  - 《微笑战士 音乐忍者》（1992年10月10日）
- 下载限定
  - 《启程的日子》
  - 《gift》
- 在线限定
  - 《SMAP 50 SINGLES 1-25》（2014年3月）
  - 《SMAP 50 SINGLES 26-50》（2014年3月）
- 海外限定
  - 《世界上唯一的花》（2011年3月18日・中国）
  - 《你好 SMAP!》（2011年7月5日・中国）
  - 《夜空的彼岸》（2011年・中国）
- 售卖中止
  - 《前进！GOLD盘（日语：ススメ! GOLD盤）》

### 专辑

#### 录音室专辑
SMAP专辑名早期都以“001”为始的序数进行命名，“010”为录像作品（参见后面的录像作品）。同时从《006》之后，SMAP的专辑名也开始加入其它内容；后期则完全不用序号命名。而且从《Pop Up! SMAP》开始，SMAP的专辑发行频率降至两年一张。
|    | 发行日期       | 专辑名字                          | 周间排名 | 售卖版本                                                                             |
| -- | -------------- | --------------------------------- | -------- | ------------------------------------------------------------------------------------ |
| 1  | 1992年1月1日   | SMAP 001                          | 14位     | CD                                                                                   |
| 2  | 1992年8月26日  | SMAP 002                          | 6位      | CD                                                                                   |
| 3  | 1993年1月1日   | SMAP 003                          | 11位     | CD                                                                                   |
| 4  | 1993年7月7日   | SMAP 004                          | 3位      | CD                                                                                   |
| 5  | 1994年2月2日   | SMAP 005                          | 2位      | CD                                                                                   |
| 6  | 1994年7月7日   | SMAP 006～SEXY SIX～              | 2位      | CD                                                                                   |
| 7  | 1995年7月7日   | SMAP 007～Gold Singer～           | 1位      | CD                                                                                   |
| 8  | 1996年3月3日   | SMAP 008 TACOMAX                  | 2位      | CD                                                                                   |
| 9  | 1996年8月12日  | SMAP 009                          | 1位      | CD                                                                                   |
| 10 | 1997年8月6日   | SMAP 011 ス                       | 3位      | CD                                                                                   |
| 11 | 1998年6月18日  | SMAP 012 VIVA AMIGOS!             | 1位      | CD                                                                                   |
| 12 | 1999年7月14日  | BIRDMAN～SMAP 013                 | 2位      | CD                                                                                   |
| 13 | 2000年10月14日 | S map～SMAP 014                   | 2位      | CD                                                                                   |
| 14 | 2002年7月24日  | SMAP 015/Drink! Smap!             | 2位      | CD                                                                                   |
| 15 | 2003年6月25日  | SMAP 016/MIJ                      | 1位      | 2CD                                                                                  |
| 16 | 2005年7月27日  | SAMPLE BANG!                      | 1位      | 3CD                                                                                  |
| 17 | 2006年7月26日  | Pop Up! SMAP                      | 1位      | 2CD                                                                                  |
| 18 | 2008年9月24日  | super.modern.artistic.performance | 1位      | 2CD                                                                                  |
| 19 | 2010年7月21日  | We are SMAP!                      | 1位      | 2CD                                                                                  |
| 20 | 2012年8月8日   | GIFT of SMAP                      | 1位      | 2CD（通常盘） 2CD+DVD（初回限定盘） 2CD+DVD（7-Eleven网店限定盘） 19CD（特别限定盘） |
| 21 | 2014年9月3日   | Mr.S                              | 1位      | 2CD（通常盘） 2CD+DVD（初回限定盘） 2CD+DVD+手拿包（特别限定盘）                     |

#### 精选辑
|   | 发行日期       | 专辑名        | 周间排名 | 售卖版本 | 备注                       |
| - | -------------- | ------------- | -------- | -------- | -------------------------- |
| 1 | 1995年1月1日   | Cool          | 1位      | CD       | 精选歌曲有重新制作         |
| 2 | 1997年3月26日  | WOOL          | 2位      | 2CD      | 重新制作并包括限定歌曲     |
| 3 | 2001年3月23日  | Smap Vest     | 1位      | 2CD      | 10年所发行单曲主打歌精选   |
| 4 | 2001年8月8日   | pamS          | 1位      | CD       | 10年所发行单曲非主打歌精选 |
| 5 | 2011年8月17日  | SMAP AID      | 1位      | CD       | 成立20年由歌迷票选歌曲精选 |
| 6 | 2016年12月21日 | SMAP 25 YEARS | 1位      | 3CD      | 25周年纪念精选辑           |

#### 其他
- 混音专辑
  - BOO（日语：BOO (アルバム)）（1995年11月22日）
- 迷你专辑
  - La Festa（日语：La Festa）（1998年8月26日）
- 演奏专辑
  - SMAPPIES - Rhythmsticks（日语：Smappies）（1996年4月24日）
  - Smappies II（日语：Smappies）（1999年6月23日）

### 录像

#### 音乐类
|    | 录像带发行日   | DVD发行日      | 蓝光碟发行日   | 产品名称                                         |
| -- | -------------- | -------------- | -------------- | ------------------------------------------------ |
| 1  | 1992年3月14日  | 2003年12月24日 | -              | 1992.1 SMAP 1st LIVE“过年了！”演唱会             |
| 2  | 1994年11月11日 | 2003年12月24日 | -              | SEXY SIX SHOW                                    |
| 3  | 1995年12月16日 | 2003年12月24日 | -              | SMAP 007 MOVIES～Summer Minna Atsumare Party     |
| 4  | 1996年12月9日  | 2000年12月6日  | -              | SMAP 010 "TEN"                                   |
| 5  | 1997年12月17日 | 1997年12月17日 | -              | 1997 SMAP LIVE ス                                |
| 6  | 1998年12月24日 | 2000年12月6日  | -              | SMAP LIVE AMIGOS!                                |
| 7  | 1999年12月22日 | 2000年1月1日   | -              | LIVE BIRDMAN                                     |
| 8  | 2001年3月14日  | 2001年3月14日  | -              | LIVE S map                                       |
| 9  | 2001年12月21日 | 2001年12月21日 | -              | LIVE pamS                                        |
| 10 | 2002年9月21日  | 2002年9月21日  | -              | Clip! Smap!                                      |
| 11 | 2003年3月5日   | 2003年3月5日   | -              | Smap! Tour! 2002!                                |
| 12 | 2003年12月24日 | 2003年12月24日 | -              | Live MIJ                                         |
| 13 | 2005年12月14日 | 2005年12月14日 | -              | SMAP的高潮！SMAP SAMPLE TOUR 2005                |
| 14 | 2006年12月6日  | 2006年12月6日  | -              | Pop Up! SMAP LIVE! 比思想飞得更远！演唱会        |
| 15 | -              | 2008年12月17日 | 2014年3月26日  | SMAP 2008 super.modern.artistic.performance tour |
| 16 | -              | 2010年12月8日  | 2014年3月26日  | We are SMAP! 2010 CONCERT DVD                    |
| 17 | -              | 2011年12月7日  | -              | THANKS FOR BEIJING!!                             |
| 18 | -              | 2012年12月5日  | 2014年3月26日  | GIFT of SMAP CONCERT'2012                        |
| 19 | -              | 2014年12月10日 | 2014年12月10日 | Mr.S "saikou de saikou no CONCERT TOUR"          |
| 20 | -              | 2016年12月28日 | 2016年12月28日 | Clip! Smap! 票选单曲完整收录                     |

#### 非音乐类
|   | 录影带发行日  | DVD发行日      | DVD发行日      | 出版物名                                 |
| - | ------------- | -------------- | -------------- | ---------------------------------------- |
| 1 | 1992年3月14日 | 2003年12月24日 | 2003年12月24日 | 《心之镜脚本故事》                       |
| 2 | 1993年9月1日  | 2003年12月24日 | 2003年12月24日 | 《SMAP Video 第一次夏天》                |
| 3 | 1994年6月29日 | 2002年6月25日  | 2002年6月25日  | 电影《足球风云》                         |
| 3 | 1994年6月29日 | 期间 限定盤    | 2005年12月3日  | 电影《足球风云》                         |
| 3 | 1994年6月29日 | 期间 限定盤    | 2007年1月27日  | 电影《足球风云》                         |
| 4 | 1997年4月25日 | -              | -              | 电视剧《我们还有明天》                   |
| 5 | 2001年8月8日  | 2001年8月8日   | 2001年8月8日   | Smap Short Films                         |
| 6 | 2002年8月23日 | 2002年8月23日  | 2002年8月23日  | 《世界奇妙物语SMAP篇》                   |
| 7 | -             | 2005年11月30日 | 2005年11月30日 | 《X'smap～虎与狮与五个男人～》           |
| 8 | -             | 2010年9月29日  | 2010年9月29日  | 《SMAP我会努力的！2010年10小时超完全版》 |

#### 其它
- Hop Smap Jump!
- 罗森便利店限定杰尼斯世界SMAP篇（1卷、3卷到7卷，共计6本）
- 梦的MORI MORI Special Live
- 梦的MORI MORI Super Live
- SMAP WINTER CONCERT 1995-1996

### 书籍
- SMAP超级写真集 THE FIRST
- SMAP写真集少年纪
- SMAP YEAR BOOK 1993-1994
- smap year book 1994-1995
- Snap
- super.modern.artistic.photobook.1（SMAP SHOP限定）
- CHAN TO SHI NAI TO NE! in NY（SMAP SHOP限定）
- Super - fashion & Music Assemble Photo - magazine（THE SMAP MAGAZINE）
- PHOTO BOOK! RUNNING SMAP!（SMAP SHOP限定）
- SMAP×SMAP COMPLETE BOOK SMASMA新闻月刊 VOL.1～PINK～
- SMAP×SMAP COMPLETE BOOK SMASMA新闻月刊 VOL.2～RED～
- SMAP×SMAP COMPLETE BOOK SMASMA新闻月刊 VOL.3～BLUE～
- SMAP×SMAP COMPLETE BOOK SMASMA新闻月刊 VOL.4～YELLOW～
- SMAP×SMAP COMPLETE BOOK SMASMA新闻月刊 VOL.5～GREEN～

## 影视作品
成员的影视作品请参看各成员的对应词条。

### 电视节目

#### 常规节目
- 政孝・加藤酱的WA-集合!!（日语：いつみ・加トちゃんのWA-ッと集まれ!!）（1988年，富士电视台）——SMAP出演的首个电视节目
- 音乐激烈大混战（日语：歌のビッグファイト!）（1989年，东京电视台）
- 偶像共和国（日语：アイドル共和国）（1989年-1991年，朝日电视台）
- 流行音乐城“X”（日语：ポップシティ“X”）（1989年-1990年，东京电视台）
- 所さんのまっかなテレビ（日语：所さんのまっかなテレビ）（1990年，日本电视台）
- ヤンヤンもぎたて族（日语：ヤンヤンもぎたて族）（1990年，东京电视台）
- 爆满！学校的孩子们（日语：満員御礼!学園キッズ）→SMAP学园的孩子们（日语：SMAPの学園キッズ）（1990年-1991年，东京电视台）——SMAP首个冠名节目
- 樱花之子俱乐部（日语：桜っ子クラブ）（1991年-1994年，朝日电视台）
- 爱爱SMAP！（日语：愛ラブSMAP!）（1991年-1996年，东京电视台）——由《SMAP学园的孩子们》改版而来
- 梦MORI MORI（日语：夢がMORI MORI）（1992年-1995年，富士电视台）
- 接吻了？SMAP（日语：キスした?SMAP）（1993年-1996年，朝日放送电视台）
- 偶像上场（日语：アイドルオンステージ）（1993年-1997年，NHK BS2）
- 神奇脑能力！！（日语：マジカル頭脳パワー!!）（1994年-1996年，日本电视台）
- 努力吧！SMAP（1995年，富士电视台）
- BANG! BANG! BANG!（日语：BANG! BANG! BANG!）（1996年，富士电视台）——所乔治（日语：所 ジョージ）主持的体育节目
- Baby SMAP（日语：ベビスマ）（2007年-2016年，富士电视台）
- SMAPXSMAP（1996年-2016年，关西电视台、富士电视台）

#### 特别节目
- 新春技艺大会（日语：新春かくし芸大会）（1990年-1995年、1997年-1999年，富士电视台）
- 加藤酱健酱特别节目（日语：加トちゃんケンちゃんスペシャル）（1991年10月2日、1991年12月25日，朝日电视台）
- NHK红白歌合战（1991年-2015年，NHK）
  - 2003年、2005年、2010年-2013年五次大轴演出。2001年和2004年辞演。在2016年传出SMAP解散的消息之后，直至最后一刻，NHK也在于杰尼斯事务所沟通，希望能将NHK红白歌合战作为SMAP的最后出演舞台。[36]但是该提议遭到了事务所的拒绝，并表示这是事务所的最终决定，也是SMAP所有成员的最终考虑结果。[37]NHK最终表示接受“SMAP成员的最终意愿”，[38]因而2015年的NHK红白歌合战为SMAP的最终出战演出。
- FNS节目组对抗赛！原来如此！春秋祭典SP（日语：FNS番組対抗!なるほど!ザ・春秋の祭典スペシャル）（1993年-1995年，富士电视台）
  - 代表《梦MORIMORI（日语：夢がMORI MORI）》节目组出战。
- MUSIC STATION特别节目：超级演唱会（日语：MUSIC STATION SPECIAL SUPERLIVE）（1993年-1999年、2002年、2003年、2005年-2015年、朝日电视台）
  - 1993年作为开场嘉宾登台；1996年和1999年作为大轴演出嘉宾登台。在本节目中，是除安室奈美惠之外的第二组拥有开场嘉宾和大轴嘉宾双身份的嘉宾。
- FNS歌谣祭（1995年-2001年、2003年、2005年-2015年，富士电视台）
  - 2003年负责大轴演出。自2005年以来，除2011年、2014年和2015年只负责大轴演出之外，每年都是既负责开场演出又要负责大轴演出。
- 秋刀鱼&SMAP！美女与野兽的圣诞特别节目（日语：さんま&SMAP!美女と野獣のクリスマススペシャル）（1995年-2015年，日本电视台）
  - 每年播出一次，限定圣诞节期间。1995年播出第一期的时候，森且行也出演了。
- 24小时电视「爱心救地球」（1995年，日本电视网）
  - 1995年，久本雅美和SMAP全员出任该节目主持人。
- SMAP・TOKIO・KinKi Kids最初和最后的聚集SP（1995年10月8日，日本电视台）
- SMAP除夕（1995年-1997年，富士电视台）
- FNS超级电视典礼（日语：FNS超テレビの祭典）（1996年，富士电视台）
  - 以SMAPXSMAP节目组身份参加。
- 超级电视情报最前线（日语：スーパーテレビ情報最前線） 贴身紧跟SMAP的120天（1996年1月15日，日本电视台）
- 奇幻娱乐夜（日语：FAN）SMAP特别节目～依附你的胸前～（1996年3月1日，日本电视台）
- FNS 27小时电视（1996年、1998年-2000年、2004年、2006年、2007年、2011年-2015年、富士电视网）（此处特指SMAP全员参加的次数）
  - 2014年的电视就是武器！SMAP×FNS 27小时电视（日语：FNS27時間テレビ）由SMAP全员出任主持。
- （2000年12月24日，日本电视台）
  - 由于23日播出了《秋刀鱼&SMAP！美女与野兽的圣诞特别节目》，故而SMAP当年是连续两天出现在日本电视台的节目上。
- 1亿3000万人的选择！Best Artist（英语：日テレ系音楽の祭典 ベストアーティスト）（2003年-2006年，日本电视台）
  - 2005年是透过分会场转播参与节目。
- 2005年世界游泳锦标赛（2005年，朝日电视台）
- SMAP加油！！(2009年-2013年，朝日电视台）
- 富士电视台开台50周年庆 经典电影剧集全公开！SMAP出品 戏剧背后的真正戏剧（日语：SMAP PRESENTS ドラマの裏の本当のドラマ）（2009年4月6日，富士电视台）
- CDTV特别节目 除夕夜首映直播（2010年末-，TBS电视台 ）
- 富士电视台梦幻特辑 塔摩利×SMAP 我们相信未来！～宇宙的挑战和奇迹物语～（2011年4月4日，富士电视台）
- 音樂日（2011年-2015年，TBS电视台）
- 震灾元年“明天”系列演唱会（日语：歌でつなごう 〜被災者のみなさんへ〜）（2012年-，NHK综合频道、NHK BS Premium）[39]）
- FNS夏日歌谣祭（日语：FNSうたの夏まつり）（2012年-2015年，富士电视台）
  - 自2012年开播以来，SMAP均出任“开场嘉宾”和“大轴嘉宾”。
- 富士电视台开台55周年庆典特别节目SMAP GO!GO!（日语：SMAP GO!GO!）（2013年9月30日，富士电视台）
- FNS名曲祭 珍贵记录带你重返55年前 -NO MUSIC, NO TV.-（日语：FNS名曲の祭典 秘蔵映像で振り返る55年 -NO MUSIC, NO TV.-）（2013年11月2日，富士电视台）
- BEST HIT歌谣祭（2013年，读卖电视台、日本电视台）
- 开台50周年纪念特别企划“50年的矇眬图像大公开！”（2014年3月2日，东京电视台）
  - SMAP在东京电视台的节目历史其实只有18年。
- UTAGE!（日语：UTAGE!）（2014年4月21日、7月21日、2015年2月16日、9月14日、9月29日，TBS电视台）
- NHK骄傲歌喉（日语：NHKのど自慢）70周年特别应援企划 特别主持人[40]
  - NHK骄傲歌喉 神奈川县秦野市（2015年8月30日，NHK）
  - SMAP企划NHK骄傲歌喉 in 山田町（2015年9月26日，NHK）
  - NHK骄傲歌喉 千叶县柏市（2015年12月6日，NHK）
  - NHK骄傲歌喉冠军大赛2016（2016年1月11日，NHK）

### NHK红白歌合战
SMAP早在1988年和1989年就以光GENJI的伴舞身份参加了《NHK红白歌合战》。1991年以CD出道之后，就成为《NHK红白歌合战》的正式竞演嘉宾。自进入21世纪以来，仅仅缺席2001年和2004年的演出。
| 年份   | 播出次数 | 出演次数 | 表演曲目 如为混音歌曲则在第二段标注所混歌曲名                                        | 出演顺序 | 对战歌手                     | 备注          | 演出时收视排名 |
| ------ | -------- | -------- | ------------------------------------------------------------------------------------ | -------- | ---------------------------- | ------------- | -------------- |
| 1991年 | 第42回   | 1        | Can't Stop!! -LOVING-                                                                | 2/28     | 工藤静香                     |               |                |
| 1992年 | 第43回   | 2        | 下雪了                                                                               | 1/28     | 森口博子                     | 开场歌手      |                |
| 1993年 | 第44回   | 3        | $10                                                                                  | 2/26     | 西田光                       |               |                |
| 1994年 | 第45回   | 4        | 应该没问题                                                                           | 6/25     | 森口博子（二度交手）         |               |                |
| 1995年 | 第46回   | 5        | 胸前骚动 '96 应该没问题（二度演出）→我们还有明天→什么事情                            | 8/25     | 森高千里                     |               |                |
| 1996年 | 第47回   | 6        | SHAKE                                                                                | 11/25    | 安室奈美恵                   |               |                |
| 1997年 | 第48回   | 7        | Dynamite芹菜！ 芹菜→Dynamite                                                         | 11/25    | 华原朋美                     |               |                |
| 1998年 | 第49回   | 8        | 夜空的彼岸                                                                           | 23/25    | 天童芳美                     |               | 5位            |
| 1999年 | 第50回   | 9        | Fly                                                                                  | 16/27    | 安室奈美恵（二度交手）       |               | 2位            |
| 2000年 | 第51回   | 10       | Lion Heart                                                                           | 26/28    | 安室奈美恵（三度交手）       |               | 1位            |
| 2002年 | 第53回   | 11       | freebird '02 夜空的彼岸（二度演出）→freebird                                         | 22/27    | 中岛美嘉                     |               |                |
| 2003年 | 第54回   | 12       | 世界上唯一的花                                                                       | 30/30    | 天童芳美（二度交手）         | 大轴          | 1位            |
| 2005年 | 第56回   | 13       | Triangle                                                                             | 29/29    | 天童芳美（三度交手）         | 大轴（2）     | 1位            |
| 2006年 | 第57回   | 14       | 谢谢                                                                                 | 26/27    | DREAMS COME TRUE             | 压轴          | 1位            |
| 2007年 | 第58回   | 15       | 子弹FIGHTER 红白SP Dear WOMAN→子弹FIGHTER                                            | 25/27    | DREAMS COME TRUE（二度交手） |               | 1位            |
| 2008年 | 第59回   | 16       | 那一瞬间，一定不是梦 红白SP                                                          | 24/26    | 石川小百合                   |               | 13位           |
| 2009年 | 第60回   | 17       | 悄悄地 紧紧地～世界上唯一的花（二度演出）                                            | 24/25    | 绚香                         | 压轴（2）     | 2位            |
| 2010年 | 第61回   | 18       | This is love '10 特别混音版 This is love→Triangle（二度演出）                        | 22/22    | DREAMS COME TRUE（三度交手） | 大轴（3）     | 1位            |
| 2011年 | 第62回   | 19       | SMAP AID 红白SP not alone～我也很快乐～→Original Smile                               | 25/25    | 石川小百合（二度交手）       | 大轴（4）     | 1位            |
| 2012年 | 第63回   | 20       | SMAP 2012'SP Moment→顛倒的天空                                                       | 25/25    | 生物股长                     | 大轴（5）     | 1位            |
| 2013年 | 第64回   | 21       | Joymap!! Mistake!→Joy!!                                                              | 25/26    | 高桥真梨子                   | 白组大轴（6） | 2位            |
| 2014年 | 第65回   | 22       | 大家一起唱！SMAP混合曲 SHAKE（二度演出）→世界上唯一的花（三度演出）→Top Of The World | 19/24    | 椎名林檎                     |               | 3位            |
| 2015年 | 第66回   | 23       | This is SMAP 混音版 Triangle（三度演出）→Otherside                                   | 24/26    | 今井美树                     |               | 7位            |

注：
1. 类似于中国戏剧表演中的“大轴”，即最后一个表演的嘉宾，往往是最重要的嘉宾。在NHK红白歌合战中，如果每组都有，这称之为或；如果是全场唯一的，则称之为；而在前表演的次重要嘉宾就被称之为，类似于中国戏剧演出中的“压轴”。

### FNS歌谣祭
SMAP初次出演“FNS歌谣祭”（富士电视网）是在1991年，除2002年和2004年之外，SMAP均参演。2016年宣布解散之后，相继以无新曲发布而辞演各音乐节目。故，SMAP最后一次参演为2015年。
1991年至1998年的演出资料欠奉，1999年以后资料见下表：
| 年     | 节目回数         | 出演次数 | 演唱曲目                | 出演顺序 | 合唱/独唱                      | 备注           |
| ------ | ---------------- | -------- | ----------------------- | -------- | ------------------------------ | -------------- |
| 1999年 | 第28回           | 9        | Fly                     | 24/25    |                                |                |
| 2000年 | 第29回           | 10       | Lion Heart              | 26/28    |                                |                |
| 2001年 | 第30回           | 11       | 下雪了                  | 28/30    |                                |                |
| 2001年 | 第30回           | 11       | Orange                  | 29/30    |                                |                |
| 2003年 | 第32回           | 12       | 世界上唯一的花          | 37/37    |                                | 大轴演出       |
| 2005年 | 第34回           | 13       | BANG! BANG! VACANCE!    | 1/35     |                                | 开场演出       |
| 2005年 | 第34回           | 13       | Triangle                | 35/35    |                                | 大轴演出（2）  |
| 2006年 | 第35回           | 14       | Dear WOMAN              | 1/39     |                                | 开场演出（2）  |
| 2006年 | 第35回           | 14       | ありがとう              | 39/39    |                                | 大轴演出（3）  |
| 2007年 | 第36回           | 15       | 子弹FIGHTER             | 1/34     |                                | 开场演出（3）  |
| 2007年 | 第36回           | 15       | Christmas Night         | 34/34    |                                | 大轴演出（4）  |
| 2008年 | 第37回           | 16       | Still U                 | 1/39     |                                | 开场演出（4）  |
| 2008年 | 第37回           | 16       | 那一瞬间，一定不是梦    | 39/39    |                                | 大轴演出（5）  |
| 2009年 | 第38回           | 17       | 悄悄地 紧紧的           | 1/46     |                                | 开场演出（5）  |
| 2009年 | 第38回           | 17       | 世界上唯一的花          | 46/46    | SMAP×小仓博和×宫本笑里         | 大轴演出（6）  |
| 2010年 | 第39回           | 18       | This is love            | 1/74     | SMAP×NAOKI(LOVE PSYCHEDELICO） | 开场演出（6）  |
| 2010年 | 第39回           | 18       | Love & Peace Inside?    | 63/74    | SMAP×槙原敬之                  |                |
| 2011年 | 第40回           | 19       | Dynamite (SMAP单曲)     | 66/81    | SMAP×久保田利伸                |                |
| 2011年 | 第40回           | 19       | TIMEシャワーに射たれて… | 67/81    | 久保田利伸×SMAP                |                |
| 2011年 | 第40回           | 19       | 加油吧                  | 68/81    |                                |                |
| 2011年 | 第40回           | 19       | 歡笑的活力              | 75/81    | BEGIN×明石家秋刀鱼×SMAP        |                |
| 2011年 | 第40回           | 19       | 我的一半                | 81/81    |                                | 大轴演出（7）  |
| 2012年 | 第41回           | 20       | SHAKE                   | 1/79     |                                | 开场演出（7）  |
| 2012年 | 第41回           | 20       | gift                    | 79/79    | SMAP×VOJA                      | 大轴演出（8）  |
| 2013年 | 第42回           | 21       | SHAKE                   | 1/76     |                                | 开场演出（8）  |
| 2013年 | 第42回           | 21       | 意外之财                | 30/76    | 中居正广×舞祭組                |                |
| 2013年 | 第42回           | 21       | 樱木町                  | 32/76    | 香取慎吾×柚子                  |                |
| 2013年 | 第42回           | 21       | EZ DO DANCE             | 33/76    | 草彅刚×TRF×小室哲哉            |                |
| 2013年 | 第42回           | 21       | 接吻 -kiss-             | 58/76    | 稲垣吾郎×田岛贵男              |                |
| 2013年 | 第42回           | 21       | 正如今宵的明月          | 64/76    | 木村拓哉×ELEPHANT KASHIMASHI   |                |
| 2013年 | 第42回           | 21       | 时尚贵族                | 76/76    |                                | 大轴演出（9）  |
| 2014年 | 第43回           | 22       | SHAKE                   | 50/105   |                                |                |
| 2014年 | 第43回           | 22       | Highteen Boogie         | 54/105   | 近藤真彦×SMAP×Kis-My-Ft2       |                |
| 2014年 | 第43回           | 22       | Amazing Discovery       | 105/105  |                                | 大轴演出（10） |
| 2015年 | 第44回 （第1夜） | 23       | 下雪了                  | 78/79    |                                |                |
| 2015年 | 第44回 （第1夜） | 23       | Otherside               | 79/79    | SMAP×MIYAVI                    | 大轴演出（11） |

#### FNS夏日歌谣祭
FNS夏日歌谣祭（富士电视网）是同电视网节目FNS歌谣祭的衍生节目。自2012年开播以来，截止2015年，SMAP从未缺席。
| 年     | 节目回数 | 出演次数 | 演出曲目                   | 出演顺序 | 合唱/独唱         | 备注          |
| ------ | -------- | -------- | -------------------------- | -------- | ----------------- | ------------- |
| 2012年 | 第1回    | 初       | Moment                     | 1/84     |                   | 开场演出      |
| 2012年 | 第1回    | 初       | gift                       | 84/84    |                   | 大轴演出      |
| 2013年 | 第2回    | 2        | SHAKE                      | 1/82     |                   | 开场演出（2） |
| 2013年 | 第2回    | 2        | 昂首向前走                 | 10/82    | 香取慎吾×阳光直人 |               |
| 2013年 | 第2回    | 2        | 请再给我一次那无与伦比的爱 | 34/82    | 稲垣吾郎×大桥好规 |               |
| 2013年 | 第2回    | 2        | 一直喜欢着                 | 74/82    | 木村拓哉×齐藤和义 |               |
| 2013年 | 第2回    | 2        | Joy!!                      | 82/82    | SMAP×津野米咲×ALL | 大轴演出（2） |
| 2014年 | 第3回    | 3        | SHAKE                      | 1/74     |                   | 开场演出（3） |
| 2014年 | 第3回    | 3        | 夜空的彼岸                 | 57/74    | SMAP×菅止戈男     |               |
| 2014年 | 第3回    | 3        | Top Of The World           | 74/74    |                   | 大轴演出（3） |
| 2015年 | 第4回    | 4        | BANG! BANG! VACANCE!       | 24/69    |                   |               |
| 2015年 | 第4回    | 4        | 华丽的逆袭                 | 69/69    |                   | 大轴演出（4） |

### 电视剧
- 危险少年3（1988年10月12日-1989年3月29日，东京电视台）
  - SMAP的电视剧处女作，全体成员在剧中饰演本尊。
- 心跳加速～二人之间的距离～（もっと、ときめきを―ふたりまでの距離―）（1992年，日本电视网）
- 我为我生存（日语：僕が僕であるために (テレビドラマ)）(1997年1月3日放送，富士电视台）
  - 尾崎丰演唱主题曲。由SMAP五人主演的单回目电视剧特别番。
- 古畑任三郎特别番“古畑任三郎 vs SMAP”（1999年1月3日播出，富士电视网）
  - SMAP成员五人悉数出演。是《古畑任三郎》播出史上首度由演员在剧集中本名出演。（2006年1月播出的“古畑任三郎FINAL”第二夜中，铃木一郎也在剧集中本名演出，打破了SMAP保持的唯一记录。）
  - 2006年10月9日作为《电视剧传奇特别番（日语：ドラマレジェンドスペシャル）》第一集播出，重播收视率高达22.7%。
- 世界奇妙物语SMAP特别篇（日语：世にも奇妙な物語 SMAPの特別編）（2001年1月1日播出，富士电视台）
  - 成员每人担纲一个故事的主角。
  - 2008年4月28日，该剧作为的一部分在《电视剧传奇特别番》中重播。本版新增了塔摩利的背景介绍部分，创下18.1%的收视率。
- 狮与虎与五个男人（日语：X'smap〜虎とライオンと五人の男〜）（2004年12月25日播出，富士电视台）
  - 由于本年度SMAP没有任何跨年音乐节目的演出，便以该剧集作为致歉和圣诞礼物送给粉丝们。
- 毒番茄杀人事件（日语：毒トマト殺人事件）（2010年7月1日播出，朝日电视台）
  - 本剧是作为SMAP加油！！的内部企划而秘密制作。该剧的拍摄并没有告诉身为主演的SMAP，一切都是在秘密拍摄中。日后该种剧集被称之为“恶搞秘摄（日语：ドッキリ）剧”。
- 我们还有明天（日语：FNS27時間テレビ (2014年)）（2014年7月26播出，富士电视台）
  - 在由SMAP担任主持的电视就是武器！FNS 27小时电视（日语：FNS27時間テレビ (2014年)）中作为特别电视剧播出。剧集的内容围绕“SMAP解散论”并作出了否定。本剧的剧名来自SMAP于1995年发行的单曲《我们还有明天（日语：俺たちに明日はある）》。

### 动画片
- 海螺小姐（2014年7月27日）——分别饰演：正广、木村拓哉、吾郎、刚、慎吾

### 电台节目
- POP・SMAP（1989年4月-，TBS广播）——1990年10月12日扩大为30分钟节目。
- Hi!SMAP（1989年4月-，文化放送）——属于“圭修（日语：清水圭・和泉修）的偶像共和国”的内部环节。
- SMAP's map（1990年10月20日-，文化放送）——属于“圭修的偶像共和国”的内部环节。
- STOP THE SMAP（1991年10月7日-2012年3月，文化放送）——2012年4月起，节目改由稲垣吾郎一人独立主持，但节目未更名。
- SMAP的All Night日本（1993年6月12日・第2部、2003年6月25日・第1部，日本放送）
- 紧急出动SMAP（1993年-，TBS广播）
- SMAP的天气预报（1994年-，FM东京）
- 早安SMAP（日语：おはようSMAP）（1996年-2016年12月30日，[43]FM东京）
- SMAP与杰尼斯的超强电力需求（1997年，FM东京）

### 广告
- 蜻蜓（日语：トンボ (企業)） 蜻蜓校服（1989年）
- 森永乳業 SMAP（饮料）（1989年）
- 松下电器
  - 家用传真电话机（1991年，1992年）
  - 苏拉文字处理机（1992年）
  - 家用电话机（1993年）
- 乐天集团
  - 意大利风情（冰淇淋）（1992年）
  - 巧克力系列（1992年）
  - 休闲度假屋（1992年）
  - 大玉米（1993年，1994年）
  - 无糖口香糖（1994年，1995年）
- 味之素 克诺尔 北海道玉米浓汤（1995年，1996年）
- 日本电信电话，东日本电信电话（日语：東日本電信電話）
  - 日本电信电话株式会社 公司形象广告
  - 东日本电信电话株式会社 公司形象广告
  - FLET'S光（日语：フレッツ）（东日本电信电话，2006年-2008年）※东日本限定
- Acecook（日语：Acecook）
  - EX面条（1995年）
  - 超级杯面（1996年）
  - 大份鱿鱼面（1996年）
- 日本电视台 职棒剧空间（1996年，1997年）
- 艾尼克斯（后改名为史克威尔艾尼克斯）
  - 勇者斗恶龙VII 伊甸的战士们（2000年）
  - 勇者斗恶龙VIII 天空、碧海、大地与被诅咒的公主（2004年）
  - 勇者斗恶龙IX 星空的守护者（2009年）
  - 勇者斗恶龙X 觉醒的五种族 Online（2012年）
- 全日空航空（2001年-2003年）
- 东京海上日动火灾保险（日语：東京海上日動火災保険）
  - 汽车保险·总辅助（2004年，2005年）
- 三井不动产
  - 芝浦岛（日语：芝浦アイランド）（2005年，2006年）※关东地区限定
- 招募控股株式会社（日语：リクルート）
  - Hot Pepper（日语：ホットペッパー (フリーペーパー)）（2006年，2007年）
- 大塚制药 寶礦力水特（2007年，2008年）
- 軟銀
  - 公司形象广告片（2009年-2015年）
  - SoftBank 941SH（日语：SoftBank 941SH）（2009年）
  - iPhone 3G（2010年）
  - SoftBank 002P（日语：SoftBank 002P）（2011年）
  - SoftBank 007SH（日语：SoftBank 007SH）（2011年）
  - SoftBank 200SH（日语：SoftBank 200SH）（2012年）
  - SoftBank 302SH（日语：SoftBank 302SH）（2013年）
  - UULA（日语：UULA）（2013年）
- AC JAPAN（日语：ACジャパン）（2011年）
- 都乐食品公司 香蕉（2011年）
- 7&I控股
  - 夏之馈赠，冬之赠礼（2012年-2013年）
  - SEVEN赠品（2012年-2016年）
  - 崇光·西武（2012年）
- 三得利食品（日语：サントリーフーズ） BOSS咖啡（日语：BOSSコーヒー）
  - 虹山混调（2013年，2014年）
  - 超级芳香（2013年，2014年）
- 日本环球影城
  - 哈利波特的魔法世界（2014年-2016年）

### 电影
- 足球风云（1994年）——由六人时代的SMAP成员出演。

### 舞台剧
- 圣斗士星矢（1991年8月15日-9月1日，青山剧场（日语：青山劇場））
- 勇者斗恶龙（1992年，京都南座）
- （1993年，东京天王洲银河剧场（日语：天王洲銀河劇場）、京都南座）

### 握手会
- 西武园游乐场（日语：西武園ゆうえんち）（1991年9月9日）
- 子供之国（日语：こどもの国）（1992年4月4日）
- 横滨体育馆（1993年9月15日）——在这次握手会上，原本只能容纳17,000人的横滨体育馆涌进了50,000人。对此，SMAP说道“只是想老实地和大家握握手，没想到来了这么多人”（正直こんなにお客さんが来てくれるなんて予想外でした），“握手的时候都在发抖”（握手する手が震えていた）。

### 其他活动
- 青年偶像棒球大赛（ヤングアイドル野球大会）（1988年6月）
- 朝日放送青年偶像棒球大赛（1992年7月12日）
- 明治大学骏河台祭（992年11月2日）
- 朝日放送青年偶像棒球大赛（1993年6月19日）
- 东京巨蛋杰尼斯大运动会（1996年10月10日）
- Marching J（日语：Marching J）（2011年4月2日至4月3日、2012年3月11日）
- “日本职棒 巨人对阪神”开幕战庆典（2014年3月28日）

## 演唱会
| 1991年 | SMAP FIRST CONCERT                                                                     | 单次演唱会 | 1月1日              | 1个场地3公演         | 自此至1996年為止，在1月1日舉辦演唱會成為慣例。 |
| 1991年 | SMAP FIRST CONCERT                                                                     | 日本武道馆 |                     |                      | 自此至1996年為止，在1月1日舉辦演唱會成為慣例。 |
| 1991年 | SPRING SMAP'91                                                                         | 巡回演唱会 | 3月24日 - 4月3日    | 3个场地3公演         | |
| 1991年 | SPRING SMAP'91                                                                         | 横滨体育馆、爱知厚生年金会馆、大阪厚生年金会馆 |                     |                      | |
| 1992年 | SMAP'92「过年了！」                                                                    | 巡回演唱会 | 1月1日 - 1月7日     | 3个场地、公演数不明  | CD出道後的第一次巡迴演唱會。 |
| 1992年 | SMAP'92「过年了！」                                                                    | 日本武道馆、爱知厚生年金会馆、大阪厚生年金会馆 |                     |                      | CD出道後的第一次巡迴演唱會。 |
| 1992年 | SPRING SMAP'92                                                                         | 巡回演唱会 | 3月21日 - 4月5日    | 6个场地、公演数不明  | 第一次於東京、名古屋、大阪以外的地方公演巡迴演唱會。東京的公演為緊急追加之公演。 |
| 1992年 | SPRING SMAP'92                                                                         | 北海道厚生年金会馆、宫城県民会馆、葛飾区文化会館、京都会馆、JMS Aster Plaza、福冈市民会馆 |                     |                      | 第一次於東京、名古屋、大阪以外的地方公演巡迴演唱會。東京的公演為緊急追加之公演。 |
| 1992年 | SMAP'92 SUMMER CONCERT "不要放棄Baby!"                                                 | 巡回演唱会 | 8月26日 - 8月31日   | 3个场地、公演数不明  | |
| 1992年 | SMAP'92 SUMMER CONCERT "不要放棄Baby!"                                                 | 日本武道馆、日本礙子會館、大阪城展演廳 |                     |                      | |
| 1992年 | 明治大学骏台祭SMAPライブ                                                               | 学园祭 | 11月2日             | 1个场地1公演         | |
| 1992年 | 明治大学骏台祭SMAPライブ                                                               | 明治大学 |                     |                      | |
| 1993年 | NEW YEAR CONCERT 1993                                                                  | 巡回演唱会 | 1月1日 - 1月8日     | 3个场地、公演数不明  | |
| 1993年 | NEW YEAR CONCERT 1993                                                                  | 日本武道馆、爱知厚生年金会馆、大阪厚生年金会馆 |                     |                      | |
| 1993年 | 夢MORI MORI Spring Concert                                                             | 特別演唱會 | 3月5日              | 1个场地1公演         | 因企劃『夢MORI MORI』而舉行的特別公演。同電視節目組的森口博子、森胁健児也參與演出。 |
| 1993年 | 夢MORI MORI Spring Concert                                                             | 中野サンプラザ |                     |                      | 因企劃『夢MORI MORI』而舉行的特別公演。同電視節目組的森口博子、森胁健児也參與演出。 |
| 1993年 | SPRING SMAP'93                                                                         | 巡回演唱会 | 3月21日 - 4月24日   | 9个场地、公演数不明  | 此為最後一次使用「SPRING SMAP」作為標語的巡演。 |
| 1993年 | SPRING SMAP'93                                                                         | 北海道厚生年金会馆、仙台太陽廣場、SONIC CITY、神奈川縣民音樂廳、静冈市民文化会馆、京都会馆、神戸国际会馆、JMS Aster Plaza、福岡太陽宮 |                     |                      | 此為最後一次使用「SPRING SMAP」作為標語的巡演。 |
| 1994年 | NEW YEAR CONCERT 1994                                                                  | 巡回演唱会 | 1月1日 - 1月7日     | 4个场地17公演        | 於1天內在東京舉行了6次公演。大阪城展演廳則為追加的公演。 |
| 1994年 | NEW YEAR CONCERT 1994                                                                  | 日本武道馆、爱知厚生年金会馆、大阪城展演廳、大阪厚生年金会馆 |                     |                      | 於1天內在東京舉行了6次公演。大阪城展演廳則為追加的公演。 |
| 1994年 | 夢MORI MORI Spring Concert'94                                                          | 特別演唱會 | 3月9日              | 1个场地1公演         | 因企劃『夢MORI MORI』而舉辦的第2彈特別演唱會。森口博子、森胁健児也和前次一樣參與演出。 |
| 1994年 | 夢MORI MORI Spring Concert'94                                                          | 中野サンプラザ |                     |                      | 因企劃『夢MORI MORI』而舉辦的第2彈特別演唱會。森口博子、森胁健児也和前次一樣參與演出。 |
| 1994年 | SPRING CONCERT 1994 "Hey Hey 謝謝光臨"                                                 | 巡回演唱会 | 4月30日 - 5月8日    | 4个场地、公演数不明  | |
| 1994年 | SPRING CONCERT 1994 "Hey Hey 謝謝光臨"                                                 | 东京厚生年金会馆、横滨体育馆、爱知厚生年金会馆、萬博紀念公園 |                     |                      | |
| 1994年 | SEXY SIX SHOW                                                                          | 巡回演唱会 | 7月24日 - 8月30日   | 13个场地64公演       | 首次在東京、名古屋及大阪举行真正的全国巡回演唱会。 |
| 1994年 | SEXY SIX SHOW                                                                          | 北海道厚生年金会馆、仙台太陽廣場、群馬縣立館、日本武道館、新潟Tersa、石川Kosei養老館，名古屋市公共館，京都南座，大阪養生館，廣島Merparque館，福岡太陽宮，長崎市公共館，鹿兒島縣文化中心 |                     |                      | 首次在東京、名古屋及大阪举行真正的全国巡回演唱会。 |
| 1995年 | COOL JANUARY                                                                           | 巡回演唱会 | 1月1日 - 1月6日     | 3个场地、公演数不明  | 巡回演唱会初日の1月1日、日本武道馆にて、SMAP初のベストアルバム『COOL』を同时リリースした。 |
| 1995年 | COOL JANUARY                                                                           | 日本武道馆、名古屋レインボーホール、大阪城ホール |                     |                      | 巡回演唱会初日の1月1日、日本武道馆にて、SMAP初のベストアルバム『COOL』を同时リリースした。 |
| 1995年 | ジャニーズワールドスペシャル 「COOL COOL SMAP '95」                                    | イベント | 1月29日 - 2月26日   | 公演个所・公演数不明 | |
| 1995年 | ジャニーズワールドスペシャル 「COOL COOL SMAP '95」                                    | 仙台サンプラザ、横滨体育馆、大阪城ホール、日本武道馆 |                     |                      | |
| 1995年 | COOL SPRING                                                                            | 巡回演唱会 | 3月31日 - 4月4日    | 3个场地、公演数不明  | |
| 1995年 | COOL SPRING                                                                            | 日本武道馆、名古屋レインボーホール、大阪城ホール |                     |                      | |
| 1995年 | SUMMER MINNA ATUMARE PARTY                                                             | 巡回演唱会 | 7月26日 - 9月3日    | 18个场地43公演       | 自身初の野外公演、そして自身初・同事务所初の冲縄公演。巡回演唱会タイトルは"ATSUMARE"ではなく"ATUMARE"（TSUではなくTU）。 |
| 1995年 | SUMMER MINNA ATUMARE PARTY                                                             | 北海道厚生年金会馆、青森市文化会馆、岩手県民会馆、仙台サンプラザ、群马県民会馆、大宫ソニックシティ、横滨体育馆、新潟県民会馆、金沢市観光会馆、松元文化会馆、名古屋レインボーホール、大阪城ホール、香川県民ホール、福冈サンパレス、长崎市公会堂、宫崎市民会馆、鹿児岛市民文化ホール、冲縄県総合运动公园陆上竞技场 |                     |                      | 自身初の野外公演、そして自身初・同事务所初の冲縄公演。巡回演唱会タイトルは"ATSUMARE"ではなく"ATUMARE"（TSUではなくTU）。 |
| 1995年 | WINTER CONCERT 1995-1996                                                               | 巡回演唱会 | 12月26日 - 1月14日  | 3个场地28公演        | 东京公演では、自身初・同事务所初のカウントダウンコンサートが行なわれた（なお、これ以降は行なわれていない）。 |
| 1995年 | WINTER CONCERT 1995-1996                                                               | 代々木ホワイトシアター、名古屋レインボーホール、大阪城ホール |                     |                      | 东京公演では、自身初・同事务所初のカウントダウンコンサートが行なわれた（なお、これ以降は行なわれていない）。 |
| 1996年 | SPRING CONCERT'96                                                                      | 巡回演唱会 | 3月22日 - 4月7日    | 6个场地12公演        | 冬の巡回演唱会の内容をそのままに、地方で开催された初のアリーナ巡回演唱会。008のアルバムの曲が追加された。そして6人としては最后の巡回演唱会となった。 |
| 1996年 | SPRING CONCERT'96                                                                      | 札幌月寒グリーンドーム、盛冈市アイスアリーナ、浜松アリーナ、サンドーム福井、広岛サンプラザ、福冈国际センター |                     |                      | 冬の巡回演唱会の内容をそのままに、地方で开催された初のアリーナ巡回演唱会。008のアルバムの曲が追加された。そして6人としては最后の巡回演唱会となった。 |
| 1996年 | 超无限大翔                                                                             | 巡回演唱会 | 7月19日 - 8月24日   | 6个场地11公演        | 巡回演唱会タイトルの読み方は「ちょうむげんだいしょう」。初のスタジアム巡回演唱会。森がこの巡回演唱会の前に脱退したため5人で行われた。 |
| 1996年 | 超无限大翔                                                                             | 札幌・真驹内オープンスタジアム、仙台・国営みちのく杜の湖畔公园、东京巨蛋、阪急西宫スタジアム、福冈ドーム 、冲縄・纟満市西崎陆上竞技场 |                     |                      | 巡回演唱会タイトルの読み方は「ちょうむげんだいしょう」。初のスタジアム巡回演唱会。森がこの巡回演唱会の前に脱退したため5人で行われた。 |
| 1997年 | SMAP 1997 "ス" 〜スばらしい! ステキな! スゴイぞ! スーパースペシャルコンサート〜        | 巡回演唱会 | 7月15日 - 9月15日   | 9个场地26公演        | この年より、巡回演唱会は1年に1回となる。 |
| 1997年 | SMAP 1997 "ス" 〜スばらしい! ステキな! スゴイぞ! スーパースペシャルコンサート〜        | 札幌・真驹内オープンスタジアム、山形市総合スポーツセンター、横浜スタジアム、石川県产业展示馆4号馆、长野エムウェーブ、ナゴヤドーム、大阪ドーム、広岛グリーンアリーナ、福冈ドーム |                     |                      | この年より、巡回演唱会は1年に1回となる。 |
| 1998年 | CONCERT TOUR 1998 "VIVA AMIGOS!"                                                       | 巡回演唱会 | 7月21日 - 10月1日   | 8个场地22公演        | |
| 1998年 | CONCERT TOUR 1998 "VIVA AMIGOS!"                                                       | 真驹内オープンスタジアム、仙台グランディ21総合体育馆、东京巨蛋、石川产业展示馆4号馆、ナゴヤドーム、大阪ドーム、広岛グリーンアリーナ、福冈ドーム |                     |                      | |
| 1999年 | SMAP 1999 TOUR "BIRDMAN"                                                               | 巡回演唱会 | 7月24日 - 9月26日   | 7个场地16公演        | |
| 1999年 | SMAP 1999 TOUR "BIRDMAN"                                                               | 真驹内オープンスタジアム、秋田大馆树海ドーム、仙台・名取スポーツパーク、横浜スタジアム、ナゴヤドーム、大阪ドーム、福冈ドーム |                     |                      | |
| 2000年 | SMAP'00 "S map Tour"                                                                   | 巡回演唱会 | 10月14日 - 11月27日 | 8个场地18公演        | この年の巡回演唱会は、通常とは异なり秋に开催され、これ以降のコンサートは1日の公演数は1回のみに统一された。 |
| 2000年 | SMAP'00 "S map Tour"                                                                   | 札幌コミュニティドーム、秋田大馆树海ドーム、シェルコムせんだい、さいたまスーパーアリーナ、东京巨蛋、ナゴヤドーム、大阪ドーム、福冈ドーム |                     |                      | この年の巡回演唱会は、通常とは异なり秋に开催され、これ以降のコンサートは1日の公演数は1回のみに统一された。 |
| 2001年 | SMAP'01 "pamS Tour"                                                                    | 巡回演唱会 | 7月28日 - 9月30日   | 9个场地20公演        | デビュー10周年に行われた巡回演唱会。 |
| 2001年 | SMAP'01 "pamS Tour"                                                                    | 札幌巨蛋、岩手・安比高原野外特设会场、东京巨蛋、东京スタジアム、新潟・国営越后丘陵公园、ナゴヤドーム、大阪ドーム、広岛・国営备北丘陵公园、福冈ドーム |                     |                      | デビュー10周年に行われた巡回演唱会。 |
| 2002年 | SMAP'02 "Drink! Smap! Tour"                                                            | 巡回演唱会 | 7月28日 - 11月3日   | 12个场地24公演       | 夏から秋にかけてのロング・巡回演唱会。観客动员数は、日本歴代最多の115万人を夸る。日韩ワールドカップにちなみ、サッカーが行われるスタジアムを中心に巡回演唱会を展开。前年の名古屋公演より4人で行ったため、巡回演唱会は名古屋から行われた。また、阪急西宫スタジアムは解体することが决まり、このスタジアムでのコンサートはSMAPが最后となった。                                                          |
| 2002年 | SMAP'02 "Drink! Smap! Tour"                                                            | 札幌巨蛋、宫城スタジアム、东京巨蛋、东京スタジアム、新潟スタジアム・ビッグスワン、静冈スタジアム・エコパ、ナゴヤドーム、大阪ドーム、阪急西宫スタジアム、広岛ビッグアーチ、福冈ドーム |                     |                      | 夏から秋にかけてのロング・巡回演唱会。観客动员数は、日本歴代最多の115万人を夸る。日韩ワールドカップにちなみ、サッカーが行われるスタジアムを中心に巡回演唱会を展开。前年の名古屋公演より4人で行ったため、巡回演唱会は名古屋から行われた。また、阪急西宫スタジアムは解体することが决まり、このスタジアムでのコンサートはSMAPが最后となった。                                                          |
| 2003年 | SMAP'03 "MIJ Tour"                                                                     | 巡回演唱会 | 7月5日 - 9月6日     | 9个场地21公演        | 香取慎吾の大河ドラマ出演の关系上、通常よりも公演数を少なくしたが、大阪での追加公演が决定し、2年连続で観客动员数が100万人を超えた。约7万人が収容できる横浜国际総合竞技场にて史上3组目、ジャニーズ初のコンサートを行った。 |
| 2003年 | SMAP'03 "MIJ Tour"                                                                     | 札幌巨蛋、宫城スタジアム、味の素スタジアム、横浜国际総合竞技场、新潟スタジアム・ビッグスワン、豊田スタジアム、大阪ドーム、広岛ビッグアーチ、福冈ドーム |                     |                      | 香取慎吾の大河ドラマ出演の关系上、通常よりも公演数を少なくしたが、大阪での追加公演が决定し、2年连続で観客动员数が100万人を超えた。约7万人が収容できる横浜国际総合竞技场にて史上3组目、ジャニーズ初のコンサートを行った。 |
| 2005年 | SMAPとイク? SMAP SAMPLE TOUR FOR 62DAYS.                                               | 巡回演唱会 | 7月30日 - 9月29日   | 7个场地21公演        | 前回から2年ぶりの巡回演唱会。 |
| 2005年 | SMAPとイク? SMAP SAMPLE TOUR FOR 62DAYS.                                               | 札幌巨蛋、东京巨蛋、國立霞丘陸上競技場、日产スタジアム、ナゴヤドーム、大阪ドーム、福冈Yahoo!JAPANドーム |                     |                      | 前回から2年ぶりの巡回演唱会。 |
| 2006年 | Pop Up! SMAP - 飞びます! トビだす! とびスマ? TOUR                                      | 巡回演唱会 | 7月30日 - 10月9日   | 8个场地21公演        | 首都圏でのドーム・スタジアム3个场地8公演48万人动员は、史上最大规模。 |
| 2006年 | Pop Up! SMAP - 飞びます! トビだす! とびスマ? TOUR                                      | 札幌巨蛋、新潟スタジアム、东京巨蛋、国立霞ヶ丘竞技场、日产スタジアム、ナゴヤドーム、京セラドーム大阪、福冈Yahoo!JAPANドーム |                     |                      | 首都圏でのドーム・スタジアム3个场地8公演48万人动员は、史上最大规模。 |
| 2008年 | SMAP 2008 super.modern.artistic.performance tour                                       | 巡回演唱会 | 9月24日 - 12月3日   | 5个场地16公演        | 前回巡回演唱会から2年ぶりの公演。 |
| 2008年 | SMAP 2008 super.modern.artistic.performance tour                                       | 札幌巨蛋、东京巨蛋、ナゴヤドーム、京セラドーム大阪、福冈Yahoo!JAPANドーム |                     |                      | 前回巡回演唱会から2年ぶりの公演。 |
| 2010年 | We are SMAP! 2010 SMAP CONCERT TOUR                                                    | 巡回演唱会 | 7月31日 - 9月19日   | 5个场地19公演        | 前回から2年ぶりの巡回演唱会で、今回で巡回演唱会开催20年目を迎える。夏季に巡回演唱会が行われるのは4年ぶりの事。観客动员数は约92万人。9月15日の东京巨蛋公演で通算観客动员数1000万人を突破し、记念に过去の映像やCan't Stop!! -LOVING-が披露された。 |
| 2010年 | We are SMAP! 2010 SMAP CONCERT TOUR                                                    | 札幌巨蛋、东京巨蛋、ナゴヤドーム、京セラドーム大阪、福冈Yahoo!JAPANドーム |                     |                      | 前回から2年ぶりの巡回演唱会で、今回で巡回演唱会开催20年目を迎える。夏季に巡回演唱会が行われるのは4年ぶりの事。観客动员数は约92万人。9月15日の东京巨蛋公演で通算観客动员数1000万人を突破し、记念に过去の映像やCan't Stop!! -LOVING-が披露された。 |
| 2011年 | SMAP ファンミーティング2011                                                            | イベント | 8月14日 - 9月9日    | 5个场地9公演         | |
| 2011年 | SMAP ファンミーティング2011                                                            | 北海道ニトリ文化ホール、西武园ゆうえんち 波のプール、名古屋センチュリーホール、神戸文化ホール、福冈サンパレス |                     |                      | |
| 2011年 | 2011年SMAP北京コンサート 顽张ろう、日本! ありがとう、中国! -アジアは一つ- プロジェクト | 单次演唱会 | 9月16日             | 1个场地1公演         | SMAP初の海外公演となるコンサート。昨年上海での万博イベント・コンサートが予定されていたが、安全上の理由などで共に中止となっていた。公演発表に伴って、舞台公演で欠席した稲垣を除くSMAPメンバーと温家宝首相との面会が行われた。コンサートの内容自体は昨年行われた「We are SMAP! 2010 SMAP CONCERT TOUR」と殆ど同じで、一部を中国语で歌唱するなど手が加えられた。公演时间は约2时间、観客动员数は4万人。 |
| 2011年 | 2011年SMAP北京コンサート 顽张ろう、日本! ありがとう、中国! -アジアは一つ- プロジェクト | 北京工人体育场 |                     |                      | SMAP初の海外公演となるコンサート。昨年上海での万博イベント・コンサートが予定されていたが、安全上の理由などで共に中止となっていた。公演発表に伴って、舞台公演で欠席した稲垣を除くSMAPメンバーと温家宝首相との面会が行われた。コンサートの内容自体は昨年行われた「We are SMAP! 2010 SMAP CONCERT TOUR」と殆ど同じで、一部を中国语で歌唱するなど手が加えられた。公演时间は约2时间、観客动员数は4万人。 |
| 2011年 | 祝20周年! SMAP FaN×FuN PARTY 2011                                                      | 単発イベント | 11月12日 - 11月13日 | 1个场地2公演         | |
| 2011年 | 祝20周年! SMAP FaN×FuN PARTY 2011                                                      | 东京巨蛋 |                     |                      | |
| 2012年 | GIFT of SMAP -CONCERT TOUR'2012-                                                       | 巡回演唱会 | 8月23日 - 12月24日  | 6个场地22公演        | 2010年から2年ぶりの巡回演唱会。観客动员数は2006年の巡回演唱会「Pop Up! SMAP - 飞びます! トビだす! とびスマ? TOUR」以来6年ぶりに100万人を突破した。サプライズゲストとして山下智久や少女时代が出演し、Kis-My-Ft2の北山宏光と藤ヶ谷太辅がバックダンサーとして参加した。 |
| 2012年 | GIFT of SMAP -CONCERT TOUR'2012-                                                       | 札幌巨蛋、东京巨蛋、味の素スタジアム、ナゴヤドーム、京セラドーム大阪、福冈Yahoo!JAPANドーム |                     |                      | 2010年から2年ぶりの巡回演唱会。観客动员数は2006年の巡回演唱会「Pop Up! SMAP - 飞びます! トビだす! とびスマ? TOUR」以来6年ぶりに100万人を突破した。サプライズゲストとして山下智久や少女时代が出演し、Kis-My-Ft2の北山宏光と藤ヶ谷太辅がバックダンサーとして参加した。 |
| 2014年 | Mr.S -SAIKOU DE SAIKOU NO CONCERT TOUR-                                                | 巡回演唱会 | 9月4日 - 1月12日    | 5个场地22公演        | 2012年から2年ぶりの巡回演唱会。2012年の6个场地から、2010年以来の5个场地に减少したが、公演数は変わらない(味の素スタジアムでの公演がない)。グループ史上初めてドーム公演のみで観客动员数100万人を达成した。このライブDVDが12月10日に発売された为、12月24日・25日の大阪公演と1月10日〜12日の名古屋公演はDVD発売后に行われた。                                                                           |
| 2014年 | Mr.S -SAIKOU DE SAIKOU NO CONCERT TOUR-                                                | 札幌巨蛋、东京巨蛋、ナゴヤドーム、京セラドーム大阪、福冈ヤフオク!ドーム |                     |                      | 2012年から2年ぶりの巡回演唱会。2012年の6个场地から、2010年以来の5个场地に减少したが、公演数は変わらない(味の素スタジアムでの公演がない)。グループ史上初めてドーム公演のみで観客动员数100万人を达成した。このライブDVDが12月10日に発売された为、12月24日・25日の大阪公演と1月10日〜12日の名古屋公演はDVD発売后に行われた。                                                                           |

## 滑板男孩（SMAP前身）
滑板男孩（スケートボーイズ）是杰尼斯事务所所属的一个偶像男子组合，成立于1987年秋天。该团体被认为是SMAP组合的前身，首次亮相是在同事务所的光GENJI的歌曲《玻璃的十代》作为伴舞群出现。
而在光GENJI的歌曲《Diamond台风》中，滑板男孩不仅负责伴舞，还要负责轮滑。1988年4月，组合的正式12名成员在各大娱乐杂志上亮相。但是，即便如此，还是有部分成员未能集体亮相。滑板男孩组合的成员一度多达20余人。
事务所从滑板男孩中选定六个人，组成了“SMAP”。在SMAP组成的早期，成员在SMAP和滑板男孩中都保留了成员身份。在SMAP的成员甄选时，滑板男孩中的松元治郎、岩佐克次，和还是小杰尼斯的坂本昌行、佐藤功、国分太一都曾作为SMAP的候补队员出现过。（其中国分太一和坂本昌行还是先成为SMAP候补队员，然后再加入到滑板男孩中的。）
SMAP正式出道之后，滑板男孩剩下的成员组成“平家派”继续活动，但也有部分成员在1990年代早期选择退社。

### 成员
| 后加入到SMAP \| - 中居正广（时年15岁） - 森且行（时年13岁） \| - 木村拓哉（时年15岁） - 草彅刚（时年13岁） \| - 稲垣吾郎（时年14岁） - 香取慎吾（时年10岁） \| |                                             |                                               |
| - 中居正广（时年15岁） - 森且行（时年13岁） | - 木村拓哉（时年15岁） - 草彅刚（时年13岁） | - 稲垣吾郎（时年14岁） - 香取慎吾（时年10岁） |

后加入到平家派及TOKIO
- 国分太一 （滑板男孩成立后加入）

| 后加入到平家派 - 松元治郎（从杰尼斯事务所退社后，参加WANDS第3期歌手甄选，后以“和久二郎”艺名再次出道。） - 松原一平 （初始成员。原光GENJI候补成员。） |

| - 岩佐克次 - 石川徹 | - 佐藤敬 - 冈田贤一郎 | - 东昌孝 （初始成员） - 佐藤功 （滑板男孩成立后加入） | - 长谷川文高 （滑板男孩成立后加入） - 小山田英树 （滑板男孩成立后加入） |

### 广告
- 蜻蜓校服（蜻蜓，1988年）

### 花絮
在SMAPXSMAP的环节“唱吧！偶像Kick Off”中，五人的装扮被认为是“滑板男孩”时代的再现。

### 脚注
1. ↑  諸星和己によるとそれは後付けであり、実際は光GENJIのメンバーの頭文字から取ったものであると主張している[13]。
2. ↑  卒業時22歳で、オートレースの養成学校に入れるのは23歳が上限であるため
3. ↑  录制时间是在2016年12月1日。[29]

## 外部連結
- 杰尼斯事务所官网SMAP公式站（日語）
- 株式會社JVC建伍勝利娛樂官网SMAP公式站（页面存档备份，存于）（日語）